# Ос (притока Мурга)
48°50′48″ пн. ш. 8°13′04″ сх. д. / 48.8468° пн. ш. 8.2178° сх. д.
Ос (нім. Oos), або Осбах (нім. Oosbach) — річка на півночі Шварцвальда і на Верхньорейнській низовині. 
Протікає через Баден-Баден і впадає в Мург за 25 км у Раштаті.
Довжина річки — 25,190 км 
.
Середня витрата води — 0,2 м³/с (Баден-Баден) 
.

## Назва
Річка вперше згадується в документах в IX столітті як Osa fluvio. 
Ця назва вперше з’явилася як назва району в 712 році («trans Rhenum in pago Auciacinse»).
Догерманська назва річки, ймовірно, була *Ausa і, ймовірно, кельтського походження. 
Можливо, воно пов’язане з бретонським словом aoz, що означає «річище». 

### Джерела

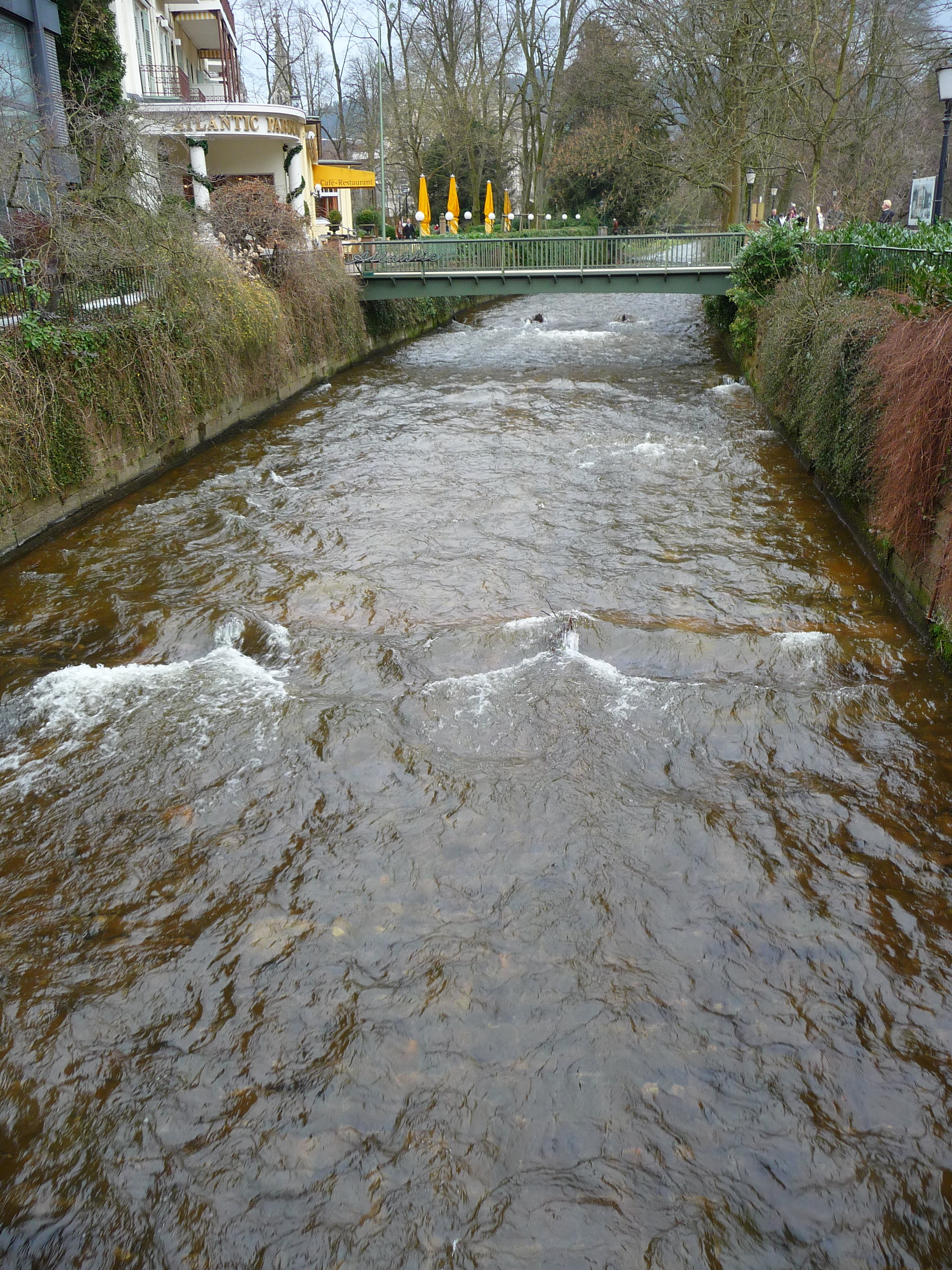
Краєвид на Ос і міст Райнхард-Фізер у Баден-Бадені на Ліхтенталерській алеї

## Географія

## Течія
Від початку річка тече на північ до Форелленгофа біля Гайсбаха, перепад висот на цій ділянці становить близько 430 м. Після цього Ос повертає на захід, протікає через Обербоєрн і на південь від Ліхтентальського монастиря, а потім уздовж Ліхтенталерської алеї в Баден-Бадені.
До середини XIX столітті Ос у цій частині долини поділявся на кілька рукавів. 
1 серпня 1851 року після сильної зливи вода стала швидко прибувати і змила дерева і будинки, а також зруйнувала мости міста. 
Тимчасовий міст Hôtel d'Angleterre дозволив гостям курорту дістатися кургауза і казино.
Після повені були проведені роботи, які привели русло Оса до сучасного вигляду.
У Баден-Бадені Ос протікає повз Ліхтенталерську алею, Кайзер-алею,  Кургауз, питний зал Баден-Бадена та готелю Ойропайше-гоф, перетинає площу Гінденбург-плац і йде під землю біля Фестивального залу.
Після цього Ос тече вздовж вулиці Шварцвальдштрассе до району Ос.
У 1851 році, щоб осушити болото, що знаходилося на тому місці, річка була дренована двома каналами. 
Біля церкви Фріденскірхе починається канал, що відводить воду до Зандбаху, що тече через Бюль. Другий канал веде північ і впадає в річку Мург.

## Гирло
Західний канал впадає в Зандбах, який впадає в Рейн на південь від Іффецгайму.
Північний канал веде на схід повз Зандвеєр до Раштат-Нідербюлю. 
Від Зандвеєра він називається Осер-Ландграбен. 
Канал впадає до Мурга в Раштатті біля залізничного мосту Мургбрюкке. 
Мург впадає в Рейн біля Штайнмауерну.